# 利胡拉

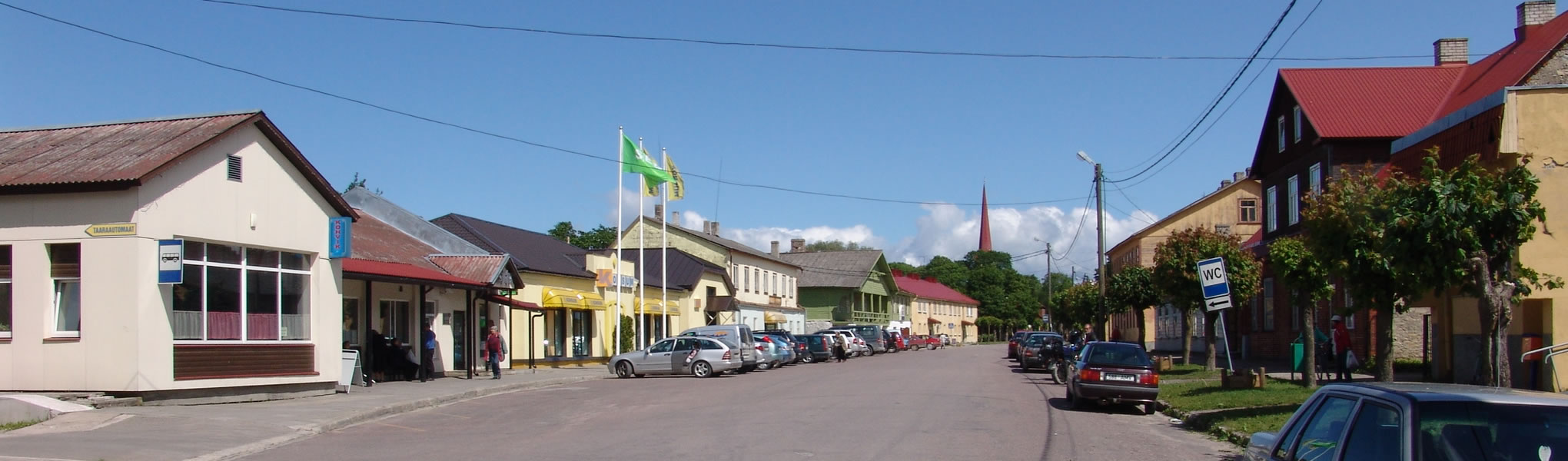
利胡拉街景

利胡拉是愛沙尼亞派尔努县莱内兰纳市镇内的非独立市，海拔高度10米，2008年人口1,425。市内在利沃尼亞戰爭中被破壞成為廢墟的城堡遺址在1990年代被發掘、保存和展出。
58°40′53″N 23°50′43″E / 58.681389°N 23.845278°E